# Cal Serra Puig
Cal Serra Puig és una obra de Guissona (Segarra) protegida com a Bé Cultural d'Interès Local.

## Descripció
Edifici de pedra situat a la cantonada del carrer Fluvià i del carrer de l'Om. Consta de quatre pisos. La planta baixa presenta dues obertures, destinades a ús comercial. Una obertura petita al c/ Fluvià amb una lluerna d'arc de mig punt, permet accedir a l'habitatge. Al carrer de l'Om, trobem una finestra de proporcions rectangulars i una porta metàl·lica coronada per un arc rebaixat. Les dues plantes mantenen la mateixa estructura compositiva. La façana del carrer Flavià presenta una finestra i una porta balconera amb el seu respectiu balcó de forja. La façana del carrer de l'Om té dues finestres i dues portes balconeres amb un balcó corregut de forja. Totes les obertures tenen els carreus de pedra ressaltats. L'última planta, de dimensió més petita i enretirada del pla de façana del carrer de l'Om té dues finestres amb arc de mig punt coronades per un ràfec de fusta.
(Text procedent del POUM)